# Loni Hui
Loni Beth Hui (geborene Harwood; * 20. September 1989 auf Staten Island, New York City, New York) ist eine professionelle US-amerikanische Pokerspielerin. Sie trägt den Spitznamen Luscious Lon und ist zweifache Braceletgewinnerin der World Series of Poker.

## Persönliches
Hui stammt aus Staten Island. Sie studierte an der University at Albany in New York und machte einen Abschluss in Finanzwesen. Anschließend zog sie nach Florida zu ihrem Vater. Heute lebt Hui wieder auf Staten Island sowie in Miami. Hui ist seit November 2020 mit dem Pokerspieler Phillip Hui verheiratet, der dreifacher Braceletgewinner ist.

## Pokerkarriere

### Werdegang
Hui lernte Poker von ihrem Vater Joel, indem sie ihn beim Spielen beobachtete.
Ihre erste Geldplatzierung bei einem Live-Turnier erzielte Hui im März 2008 in Verona im US-Bundesstaat New York. Im Februar 2012 siegte sie bei einem Circuitturnier der World Series of Poker (WSOP) in West Palm Beach, was ihr mehr als 30.000 US-Dollar Preisgeld sowie einen Ring einbrachte. Nur drei Monate später gewann sie in New Orleans einen weiteren Ring. Im Sommer 2013 war sie erstmals bei der im Rio All-Suite Hotel and Casino am Las Vegas Strip stattfindenden Hauptturnierserie der WSOP erfolgreich und belegte beim Millionaire Maker den 560. Platz für rund 3000 US-Dollar. Anschließend landete die Amerikanerin noch bei vier weiteren Events im Geld, bevor sie am 7. Juli 2013 ein Turnier der Variante No Limit Hold’em gewann. Dieses brachte ihr mehr als 600.000 US-Dollar Siegprämie sowie ihr erstes Bracelet ein. In der Rangliste des WSOP Player of the Year belegte sie als beste Frau den vierten Platz. Bei der WSOP 2014 war Hui erneut am Start und erreichte viermal die Geldränge. Ende Juli 2015 gewann sie in Cherokee die National Championship der World Series of Poker und sicherte sich damit ihr zweites Bracelet sowie mehr als 300.000 US-Dollar Preisgeld. Damit ist sie eine von nur acht Frauen, die mehr als ein Bracelet bei der WSOP gewinnen konnten. Anfang April 2017 belegte die Amerikanerin beim High-Roller-Event des Seminole Hard Rock Poker Showdown in Hollywood, Florida, den dritten Platz für ein Preisgeld von knapp 350.000 US-Dollar. Ende Februar 2018 gewann sie das High Roller des WSOP-Circuit am Las Vegas Strip mit einer Siegprämie von über 70.000 US-Dollar und sicherte sich damit bereits ihren fünften Circuitring. Bei den Rock ’N’ Roll Poker Open entschied Hui Ende November 2021 ein Deepstack-Turnier mit einem Hauptpreis von rund 85.000 US-Dollar für sich.
Insgesamt hat sich Hui mit Poker bei Live-Turnieren mehr als 3,5 Millionen US-Dollar erspielt und zählt damit zu den erfolgreichsten Frauen nach Turnierpreisgeld.

### Braceletübersicht
Hui kam bei der WSOP 64-mal ins Geld und gewann zwei Bracelets:
| Jahr | Buy-in (in $) | Turnier               | Teilnehmer | Preisgeld (in $) |
| ---- | ------------- | --------------------- | ---------- | ---------------- |
| 2013 | 01.500        | No-Limit Hold’em      | 2541       | 609.017          |
| 2015 | 10.000        | National Championship | 0122       | 341.599          |